# Feuchtwiesen Bucholter Bruch und Nordhang Testerberge
Das Naturschutzgebiet Feuchtwiesen Bucholter Bruch und Nordhang Testerberge liegt auf dem Gebiet der Gemeinde Hünxe im Kreis Wesel in Nordrhein-Westfalen. Das Gebiet erstreckt sich westlich des Kernortes Hünxe. Am nördlichen Rand des Gebietes verläuft die Landesstraße L 463, unweit östlich verläuft die A 3. Unweit nördlich fließen der Wesel-Datteln-Kanal und die Lippe.

## Bedeutung
Für Hünxe ist seit 1963 ein etwa 102 ha großes Gebiet unter der Kenn-Nummer WES-004 als Naturschutzgebiet ausgewiesen.